# Incendis forestals d'Austràlia (2019–2020)
Els incendis forestals que assolaren Austràlia el 2019–2020 han cremat més de 10,7 milions d'hectàrees, han destruït més de 5.900 edificis (incloent-hi més de 2.200 cases) i han provocat la mort de 28 persones a 8 de gener del 2020, amb sis altres persones desaparegudes a l'estat de Victòria. Alguns consideren que es tracta d'una de les pitjors temporades d'incendis forestals documentades. El desembre del 2019, el govern de Nova Gal·les del Sud declarà l'estat d'emergència després que les temperatures rècord i la sequera prolongada exacerbessin els incendis forestals. A més, es calcula que prop de 500 milions d'animals es veieren afectats pels incendis.
A partir de setembre del 2019, els incendis tingueren un fort impacte en diverses regions de Nova Gal·les del Sud, com ara la costa nord, la costa nord-central, la Vall del Hunter, Hawkesbury i Wollondilly a l'extrem occidental de Sydney, les Muntanyes Blaves, Illawarra i la costa sud, amb més de 100 incendis declarats a tot l'estat. A l'est i nord-est de Victòria, grans àrees de bosc es cremaren sense control durant quatre setmanes abans que els incendis sorgissin dels boscos a fins de desembre, costant vides, amenaçant moltes ciutats i aïllant Corryong i Mallacoota. Es declarà un estat de desastre a East Gippsland. Es produïren incendis importants a les Adelaide Hills i l'Illa dels Cangurs a Austràlia Meridional. Les àrees moderadament afectades foren el sud-est de Queensland i les àrees del sud-oest d'Austràlia Occidental, amb algunes àrees a Tasmània, i el Territori de la Capital Australiana es veié lleument afectat.
Se sol·licitaren reforços de tot Austràlia per ajudar a combatre els incendis i rellevar als esgotats equips locals a Nova Gal·les del Sud. L'11 de novembre s'anuncià que l'Autoritat de Bombers Rurals de Victòria (CFA) estava enviant un gran contingent de fins a 300 bombers i personal de suport per ajudar. A mitjans de novembre del 2019, més de 100 bombers foren enviats des d'Austràlia Occidental. També s'enviaren contingents des d'Austràlia Meridional i el Territori de la Capital Australiana. El 12 de novembre, el Govern d'Austràlia anuncià que la Força de Defensa Australiana proporcionaria suport aeri per a l'esforç d'extinció d'incendis, a més de preparar-se per proporcionar mà d'obra i suport logístic. Bombers de Nova Zelanda, els Estats Units i el Canadà ajudaren a combatre els incendis, especialment a Nova Gal·les del Sud.